# خدا: فرضیه شکست‌خورده
خدا: فرضیه شکست خورده (به انگلیسی: God: The Failed Hypothesis) کتابی نوشته فیزیکدان ویکتور استنجر در سال ۲۰۰۷ است. استنجر در این کتاب استدلال کرده‌است که مدرکی دال بر وجود هیچ الوهیتی وجود ندارد، و وجود خدا با اینکه غیرممکن نیست، بسیار غیرمحتمل است.
استنجر می‌گوید؛ وقتی استیفن جی گولد دین را از دامنه علم خارج کرد، دین را به قدر یک فلسفه اخلاق کاهش داد. ولی به نظر استنجر، ادعاهایی که دین می‌کند کاملاً در داخل توانایی‌های علم برای تحقیق قرار دارند، و نمی‌توان آن‌ها را از دامنه علم خارج پنداشت. به گفته وی، علم طبق طبیعت‌گرایی روش‌شناسانه کار می‌کند، هرچند مسائل فراطبیعی را غیرممکن نمی‌پندارد، ولی علم خود را به آزمودن پدیده‌هایی که می‌توانند آزمایش شوند محدود می‌کند - چه این پدیده‌ها در جهان طبیعی (علت طبیعی یا فراطبیعی) داشته باشند، علم قادر است آثار آن‌ها را بررسی کند.
این کتاب در مارس ۲۰۰۷ در لیست پرفروش‌ترین‌های نیویورک تایمز قرار گرفت.